# Доњи Порој
Доњи Порој (грч. Κάτω Πορόια, Като Пороја) је насељено место у општини Синтика у периферији Средишња Македонија, Грчка. Према попису из 2021. године било је 413 становника.
Према бугарском географу и историчару, Василу Канчову, у Доњем Пороју је 1900. године живело 1.600 Турака и 750 Словена хришћана. Током Другог балканског и Првог светског рата село ја настрадало, већи број словенских породица избегао је у Бугарску. Године 1924. турско становништво је принудно исељено у Турску, као и 56 Словена, а на њихово место је насељено 200 грчких избегличких породица, укупно 773 особа. На попису из 1928. године Доњи Порој је мешовито словенско-грчко насеље са 986 становника.